# ليفربول موسم 2010–11
كان موسم 2010–11 هو الموسم الـ119 في تاريخ نادي ليفربول لكرة القدم، والعام التاسع والأربعين على التوالي في الدوري الإنجليزي الممتاز. وشهد الموسم التحضيري تغييرًا للمدير الفني لفريق ليفربول، حيث غادر رافاييل بينيتيز النادي بالتراضي في 3 يونيو 2010.
في 1 يوليو 2010، تم الإعلان رسميًا عن روي هودسون كمدير جديد. 
في 22 سبتمبر 2010، خرج ليفربول من كأس الرابطة الإنجليزية ، حيث خرج على ملعب أنفيلد أمام نورثامبتون تاون من دوري الدرجة الثانية بركلات الترجيح بعد التعادل 2–2. كما خرجوا من كأس الاتحاد الإنجليزي بعد خسارتهم 1–0 أمام مانشستر يونايتد في أولد ترافورد في الجولة الثالثة. في المسابقة الأخيرة التي شاركوا فيها، وهي الدوري الأوروبي، خرجوا من دور الستة عشر على يد سبورتينغ براغا البرتغالي، وخسروا 1–0 في مجموع المباراتين.
في 8 يناير 2011، أعلن نادي ليفربول أن هودسون قد ترك النادي بالتراضي، وتم تعيين كيني دالغليش كمدير فني حتى نهاية الموسم.
تحت قيادة دالغليش، تحسنت حظوظ الفرق، وحققت انتصارات شعبية ضد فرق القمة تشيلسي ومانشستر يونايتد، وشهدت النهضة صعود ليفربول إلى المركز الخامس في مايو. وعلى الرغم من نهضتهم، فقد احتل ليفربول في النهاية المركز السادس في الدوري الإنجليزي الممتاز، بعد فشله في التأهل إلى الدوري الأوروبي.
وشهد الموسم أيضًا عملية شراء قياسية لليفربول ثم رحيله، حيث رحل فرناندو توريس إلى تشيلسي، ليحل محله مهاجم نيوكاسل يونايتد أندي كارول. ليفربول حصل على 50 جنيه إسترليني مليون جنيه إسترليني مقابل توريس، ودفع 35 جنيهًا إسترلينيًا مليون دولار مقابل خدمات كارول. حدثت كلتا الصفقتين خلال يوم مزدحم في الموعد النهائي للانتقالات في 31 يناير، حيث حطم ليفربول أيضًا رقمه القياسي السابق في الانتقالات، بدفع 22.5 مليون جنيه إسترليني. 1 مليون يورو للويس سواريز، الذي كان من المفترض في البداية أن يشكل شراكة مذهلة مع توريس.
خلال الموسم، ظهر جون فلاناجان وجونجو شيلفي لأول مرة في الدوري الممتاز.